# Solec (góra)
Solec (niem. Salz)  – szczyt o wysokości 977 m n.p.m., w południowo-zachodniej Polsce w Górach Bialskich w Sudetach Wschodnich.

## Położenie
Wzniesienie położone w zachodnio-środkowej części Gór Bialskich w Sudetach Wschodnich, około 4,8 km, na południowy zachód od południowej granicy małej wioski Bielice i 2,3 km na południowy zachód od wzniesienia Rudawiec.

## Fizjografia
Wzniesienie o zróżnicowanych zboczach i niewielkim szczycie. Charakteryzujące się wyraźnie podkreślonymi stromymi zboczami: południowym, zachodnim i północno-zachodnim, nieregularną rzeźbą i urozmaiconym ukształtowaniem. Całe wzniesienie położone jest na obszarze Śnieżnickiego Parku Krajobrazowego. Wyrasta z zachodniego zbocza Jawornika Granicznego minimalnie ponad wierzchowinę zbocza, dość stromo opadającego do doliny potoku Morawka.
Położenie wzniesienia, kształt oraz wysokość mniejsza od otaczających wzniesień, czynią wzniesienie trudno rozpoznawalnym w terenie.

## Budowa
Wzniesienie w całości zbudowane ze skał metamorficznych łupków łyszczykowych i gnejsów gierałtowskich. Szczyt i zbocza wzniesienia pokrywa niewielkiej grubości warstwa młodszych osadów glin, żwirów, piasków i lessów z okresu zlodowaceń plejstoceńskich i osadów powstałych w chłodnym, peryglacjalnym klimacie.

## Roślinność
Wzniesienie w całości porośnięte naturalnym lasem regla dolnego. Na zboczach i wierzchołku Solca, położony jest Rezerwat przyrody Nowa Morawa, w którym chroniony jest cenny przyrodniczo fragment dolnoreglowego lasu mieszanego ze stanowiskiem świerka Sudeckiego. Wzniesienie pod koniec XX wieku dotknęły zniszczenia wywołane katastrofą ekologiczną w Sudetach obecnie w miejscach częściowo zniszczonego drzewostanu porasta świerkowy młodnik.

## Ciekawostki
- Na południe od góry Solec występują łupki łyszczykowe zawierające liczne granaty o średnicy do 12 mm. Wzdłuż grzbietu wzniesienia występują kwarcyty w formie cienkich soczewek. Na północnym zboczu góry występują wtrącenia marmurów a na zachodnich zboczach Solca, występują jasne bezkierunkowe gnejsy[2].

## Turystyka
Przez szczyt nie prowadzi szlak turystyczny.